# Museo de la Fotografía de Saint Louis
El Museo de Fotografía de Saint Louis (en francés: Musée de la Photographie de Saint-Louis) es un museo situado en Saint Louis (Senegal). Es el primer museo de Senegal dedicado a la fotografía.

## Historia
El museo fue fundado por Amadou Diaw, que también fundó el Foro de Saint-Louis y el Instituto Superior de Gestión de Dakar, con la intención de preservar el patrimonio arquitectónico de la ciudad. Una de las razones por las que se abrió el museo fue para rendir homenaje a fotógrafos como lo son Mama Casset y Meissa Gaye. El edificio del museo tiene el típico estilo arquitectónico posterior al siglo XX de la isla de Saint-Louis. El museo se inauguró en noviembre de 2017. En una entrevista de 2018 con la directora del museo, Salimata Diop, dijo que se eligió la ciudad de Saint-Louis para establecer el museo debido a la historia de la ciudad con la fotografía, en la que la primera cámara enviada a Senegal fue recibida por esta ciudad en 1863 por el Ministerio de Asuntos Marítimos y Coloniales.

## Colecciones
El museo ha expuesto fotografías de la colección personal de Amadou Diaw, así como fotografías históricas de Saint-Louis. El museo cuenta con una variada colección de fotografías de varios países africanos. Contiene fotografías de la coronación del emperador Jean-Bédel Bokassa en 1977 además de fotos artísticas que tratan de la belleza de Senegal, estas datan de la década de 1930. El museo cuenta con una sección de fotografía contemporánea, con fotos de Malika Diagana, Joana Choumali, Fabrice Monteiro y Omar Victor Diop. El museo contiene retratos en blanco y negro de mujeres senegalesas entre los años 30 y 50; en 2018, estos retratos fueron exhibidos al público en una exposición llamada "Rêveries d'Hier, Songes du Présent". El museo también ha expuesto fotografías de Siaka Soppo Traoré, Malick Welli, Mário Macilau, Laeila Adjovi y David Uzochukwu. Además, el museo contiene una colección de fotografías de la época dorada de los estudios fotográficos de Saint-Louis.  En 2018, el museo organizó una exposición dedicada al fotógrafo ghanés James Barnor.